# Саркофаг с мумией ребёнка
Саркофаг с мумией ребёнка (также встречается название Гроб с мумией ребёнка) — экспонат Государственного музея изобразительных искусств имени А. С. Пушкина. Выставлен на постоянной экспозиции в Египетском зале музея (инв. номер I, 1а 6122). Представляет собой небольшой глиняный гробик длиной 70, высотой 44 и шириной 33 сантиметра. На крышке изображён человек в позе эмбриона, внутри в пеленальной ткани — останки ребёнка. Изначально датировался додинастическим периодом и считался одним из самых древних объектов египетского собрания музея. В 2019 году в ходе нескольких исследований и экспертиз выяснилось, что саркофаг оказался подделкой рубежа XIX—XX веков, при этом мумия в нём — подлинная. Радиоуглеродный анализ датирует её промежутком между 3356 до 3098 годами до нашей эры.

## История и описание
ГМИИ им. А. С. Пушкина (ранее Музей имени императора Александра III) приобрёл этот глиняный гроб в 1913 году в Лондоне на распродаже коллекции Роберта де Рустафьелля по инициативе востоковеда Бориса Александровича Тураева. Сам Рустафьелль утверждал, что купил его между 1907 и 1909 годами, датируя артефакт додинастическим периодом (ок. 4000-3000 гг. до н. э.). Местом находки он называл некрополь Гебелейн (Верхний Египет), расположенный на берегу Нила, примерно в 40 км к югу от Фив. В музее гроб выставлялся с атрибуцией Роберта де Рустафьелля.
Саркофаг состоит из корпуса прямоугольной формы с закруглёнными углами и крышки. Размеры: длина — 70 см, высота — 44 см, ширина — 33 см. По краю корпуса и по краю крышки сделан декор, на крышке располагается рельефное изображение фигуры человека в позе эмбриона. Гроб выполнен из обожжённой глины. Внутри находится мумия 6-летнего ребёнка (пол определить не удалось); она лежит на левом боку с подогнутыми ногами и поднятыми к лицу руками. Тело обёрнуто пеленальной тканью и бинтами. Сохранность ткани нарушена в нескольких местах в торце, в области головы и, в меньшей степени, в области ног. Плохое состояние черепа препятствует возможной реконструкции лица.
Саркофаг считался одним из самых древних египетских экспонатов музея, при этом до 2019 года не подвергался комплексному изучению с привлечением инструментальных методов датировки. У историков имелись серьёзные сомнения в подлинности вещи, так как в коллекции Роберта де Рустафьелля было найдено много фальшивок, кроме того мумия с додинастического периода могла сохраниться только в уникальных природных условиях, при определённой температуре и определённом содержанием солей в почве или песке. Определённые вопросы вызывало и изображение на крышке саркофага, поскольку такое изображение не характерно для древнеегипетской культуры (хотя именно в такой позе хоронили людей в додинастическую эпоху и вплоть до конца Первого переходного периода). Удалось найти только три аналогии изображения крышки гроба, все они происходят из частных коллекций, время и места их находок неизвестны: глиняная крышка из собрания профессора Франца Гросса в Базеле; глиняная крышка овальной формы из архива галереи «Ибис» в Нью-Йорке; глиняная крышка из частного собрания в Германии. Однако все эти аналогии значительно меньше по размеру и не могут являться крышками гроба, но их оформление очень напоминает памятник из московского музея. Таким образом полных аналогий московскому саркофагу (размер, короб с крышкой) найдено не было. Образец глины экспоната из Германии был подвергнут термолюминесцентному анализу, который показал, что памятник датируется эпохой Среднего царства. Возможно именно эта крышка стала «прототипом» для крышки из ГМИИ им. А.С. Пушкина.
Прежний владелец артефакта Роберт де Рустафьелль был авантюрной личностью, сознательно мифологизировавшей свою жизнь. Достоверно известно, что Рустафьелль несколько раз менял имя и фамилию, был двоеженцем и имел проблемы с законом. Он не был профессиональным египтологом, однако издал несколько книг о Древнем Египте. Роберт де Рустафьелль родился в Санкт-Петербурге 10 декабря 1859 года в семье инженера норвежского происхождения Николаса Классена Смеда и Марии Тамары Орбелиани. Однако позже он утверждал, что родился в Бирмингеме в 1876 году, а в свидетельстве о смерти указано, что он родился 10 декабря 1875 года. Рустафьелль утверждал, что учился в Харроу и Оксфорде, а также в Швеции и Германии. Некоторое время он жил в Египте, где у него был свой магазин антиквариата. Именно там он начал собирать коллекцию египетских древностей (в основном додинастического периода), приобрёл ряд тканей, фрагменты росписей фиванских гробниц, а также две группы папирусов и кодексов и другие предметы. Позже переехал в Лондон, где стал по частям распродавать коллекцию. В период 1906 - 1915 годов на аукционах в Лондоне, Париже и Нью-Йорке было продано свыше 2.500 предметов, которые затем оказались в Британском музее, Берлинском музее, Лувре и в других музеях мира. В 1914 году был признан банкротом и эмигрировал в Америку. Умер в Нью-Йорке 10 февраля 1943 года.
Последующие исследования предметов коллекции Роберта де Рустафьелля показали, что далеко не все из них являются подлинными. Было выявлено большое количество фальшивок, в том числе из глины: такие предметы было легко сделать виду дешевизны материала, а также простоты изготовления копируемых подлинников.

## Исследования 2019 года
В 2019 году Государственный музей изобразительных искусств имени А. С. Пушкина провёл комплексное междисциплинарное исследование артефакта, в котором приняли участие Государственный Эрмитаж, Институт востоковедения, Центр египтологических исследований РАН и Институт археологии. Были проведены термолюминесцентный анализ образца глины крышки и корпуса гроба, радиоуглеродное AMS-датирование мумии, цифровая микрофокусная рентгенография и другие исследования. В ходе экспертиз установили, что что глиняный гроб является подделкой, возраст которой около 100-200 лет; мумия, наоборот, является подлинной и датируется 3356 до 3098 годами до нашей эры, то есть концом Додинастического периода. Тело сохранилось благодаря естественной мумификации, а также действию бальзамирующего вещества, нанесённого на тело покойного. Вероятнее всего, мумия была обнаружена во время незаконных раскопок в одном из додинастических некрополей Древнего Египта в начале XX века. Так как в случае последующей продажи «полный комплект» (мумия в саркофаге) стоил бы дороже, её поместили в фальшивый гроб, тем самым повысив её стоимость.

### Саркофаг
Термолюминесцентный анализ образца глины показал, что керамическая масса крышки и керамическая масса корпуса гроба имеют одинаковый запас энергии ионизирующего излучения, накопленный после обжига, который соответствует возрасту 100–200 лет. Также был проведён технологический анализ, согласно которому саркофаг изготовлен из грубой нильской глины с большим количеством растительных частиц и небольшим количеством кварцевого песка, а также редкими включениями слюды и известняка. Глина подобной фактуры в Додинастическом Египте не использовалась. Таким образом саркофаг является подделкой, вероятно, времён Роберта де Рустафьелля.

### Мумия
Сенсацией стало обнаружение при исследовании бальзамирующего вещества, схожего по составу с «классическим рецептом», из чего можно сделать вывод, что его стали применять уже на ранней истории Египта. Другое интересное открытие исследования — обнаружение в бальзамирующем веществе битума (хотя и в малом количестве). Ранее считалось, что битум бальзамировщики стали применять начиная с периода Нового Царства (1250 - 1500 годы до н.э.). Учёные отмечают, что на данном этапе исследования невозможно точно сказать, действительно ли битум использовался в Додинастическом Египте или же это следы современного загрязнения. Если удастся доказать первое, то эта мумия - самый ранний из известных случаев применения битума при мумификации.
По результатам радиоуглеродного анализа образца пеленальной ткани, мумию датировали 3356 до 3098 годами до нашей эры, то есть концом Додинастического периода.
По результатам проведённых в 2019 экспертиз было выпущено несколько научных статей, лекций и документальный фильм, в котором было показана процедура снятия крышки саркофага и его внутреннее содержание.